# Der Zwerg
Der Zwerg (El enano) opus 17 es una ópera en un acto con música de Alexander von Zemlinsky y libreto de George Klaren basado en el relato corto The Birthday of the Infanta (El cumpleaños de la Infanta) de Oscar Wilde. Se estrenó el 28 de mayo de 1922 en el Staatstheater de Colonia, bajo la dirección de Otto Klemperer. En 1981 se representó una versión abreviada de esta ópera en la Staatsoper de Hamburgo; luego, fue interpretada en su versión original en febrero de 1996 en Colonia, bajo la dirección de James Conlon.
Es una ópera poco representada actualmente; en las estadísticas de Operabase aparece con sólo 9 representaciones en el período 2005-2010.

## Personajes
| Personaje                  | Tesitura              | Reparto del estreno 28 de mayo de 1922 (Director de orquesta: Otto Klemperer) |
| -------------------------- | --------------------- | ----------------------------------------------------------------------------- |
| Donna Clara, la Infanta    | soprano               | Erna Schröder                                                                 |
| Ghita, su dama de compañía | soprano               | Käthe Herwig                                                                  |
| Don Estoban, el chambelán  | bajo                  | Hubert Mertens                                                                |
| El enano                   | tenor                 | Karl Schröder                                                                 |
| Primer servidor            | soprano               | Hedwig Werle                                                                  |
| Segundo servidor           | soprano               | Hedwig Hertel                                                                 |
| Tercer servidor            | contralto             | Agnes Achnitz                                                                 |
| Amigos de la infanta       | sopranos y contraltos | Johanna Klemperer, Else Karsten, Adelheid Wollgarten                          |

## Grabaciones
- Soile Isokoski, David Kuebler, Iride Martinez, Andrew Collis, Juanita Lascarro, Machiko Obata, Anne Schwanewilms, Gürzenich-Orchester Köln, James Conlon. EMI Classics, 1996.
- Elena Tsallagova, David Butt Philip, Emily Magee, Philipp Jekal, Deutsche Oper Berlin dirigida por Donald Runnicles, DVD NBD0108V, 2020.